# Tingrith
Tingrith – wieś i civil parish w Anglii, w hrabstwie ceremonialnym Bedfordshire, w dystrykcie (unitary authority) Central Bedfordshire. Leży 18 km na południe od centrum miasta Bedford i 60 km na północny zachód od centrum Londynu. W 2011 roku civil parish liczyła 153 mieszkańców. Tingrith jest wspomniana w Domesday Book (1086) jako Tingrei.